# O Talento de Maysa
O Talento de Maysa é um álbum de compilação das músicas da cantora brasileira Maysa, lançado em 2004 pela EMI Music. O álbum faz parte da coleção "O Talento de...", que em cada edição traz um artista diferente. Na edição de Maysa, a maioria das canções foram extraídas do álbum ao vivo Canecão Apresenta Maysa de 1969.

## Faixas
| #  | Canção                                                                                     | Composição                                                                    | Fonte original                             |
| -- | ------------------------------------------------------------------------------------------ | ----------------------------------------------------------------------------- | ------------------------------------------ |
| 1  | "Ne Me Quitte Pas" (ao vivo)                                                               | Jacques Brel                                                                  | Canecão Apresenta Maysa (1969)             |
| 2  | "Tarde Triste" / "Meu Mundo Caiu" / "Ouça" (ao vivo)                                       | Maysa                                                                         | Canecão Apresenta Maysa (1969)             |
| 3  | "Eu e a Brisa" (ao vivo)                                                                   | Johnny Alf                                                                    | Canecão Apresenta Maysa (1969)             |
| 4  | "Bom Dia, Tristeza"                                                                        | Adoniran Barbosa / Vinicius de Moraes                                         | Convite para Ouvir Maysa nº 2 (1958)       |
| 5  | "Eu Sei Que Vou Te Amar"                                                                   | Tom Jobim / Vinicius de Moraes                                                | Maysa É Maysa... É Maysa... É Maysa (1959) |
| 6  | "Dindi"                                                                                    | Tom Jobim / Aloysio de Oliveira                                               | Voltei (1960)                              |
| 7  | Fantasia de Trombones: "Demais" / "Meu Mundo Caiu" / "Preciso Aprender a Ser Só" (ao vivo) | Tom Jobim / Aloysio de Oliveira \| Maysa \| Marcos Valle / Paulo Sérgio Valle | Canecão Apresenta Maysa (1969)             |
| 8  | "Se Todos Fossem Iguais a Você" (ao vivo)                                                  | Tom Jobim / Vinicius de Moraes                                                | Canecão Apresenta Maysa (1969)             |
| 9  | "Pra Quem Não Quiser Ouvir Meu Canto" (ao vivo)                                            | César Roldão Vieira                                                           | Canecão Apresenta Maysa (1969)             |
| 10 | "Quebranto"                                                                                | Ruy Maurity / José Jorge                                                      | Maysa (1969)                               |
| 11 | "Bloco da Solidão"                                                                         | Evaldo Gouveia / Jair Amorim                                                  | Maysa (1969)                               |
| 12 | "Agora É Cinza"                                                                            | Alcebíades Barcelos "Bide" / Armando "Marçal"                                 | Maysa (1969)                               |
| 13 | "Castigo"                                                                                  | Dolores Duran                                                                 | Maysa É Maysa... É Maysa... É Maysa (1959) |
| 14 | "Você Abusou"                                                                              | Antônio Carlos Pinto / Jocafi                                                 | Maysa (1974)                               |